# Джованни Флорентийский
Джова́нни Флоренти́йский (итал. Giovanni de Firenze, лат. Johannes de Florentia), Джованни да Ка́ша (итал. Giovanni da Cascia) — итальянский композитор периода Ars nova. Дата и место рождения и смерти неизвестны; время творческого расцвета — 1340-е и 1350-е годы. 

## Очерк биографии и творчества
Биографические сведения о Джованни чрезвычайно скудны. Возможно, он был родом из деревни Каша на Via Cassia (не путать с одноимённой умбрийской деревней), которая раньше была пригородом Флоренции, а теперь находится в городской черте. Документов, подтверждающих пребывание Джованни во Флоренции, не сохранилось, но 'Ser Giovanni degli Organi’, который упоминается около 1360 года в архивах флорентийской церкви св. Троицы, с большой вероятностью относится к Джованни Флорентийскому. Столяр по имени Giovanni de Firenze упоминается в списках братства Laudesi (лаудистов) в 1345–1362 годах. Судя по миниатюре в известной нотной рукописи Скварчалупи (XIV века), Джованни не был клириком.
Исследователи полагают, что Джованни был старшим современником Якопо Болонского и знал его лично. Ф. Виллани утверждает, что, как композитор, он соперничал с Якопо при дворе Мастино II делла Скала (ум. 1351) в Вероне. Якопо, Пьеро Магистр и Джованни дружно восхваляют некую "Анну" (Anna) — вероятно, все 3 сочинения конкурсные. Текст каччи «Con brachi assai», положенный на музыку Джованни и Пьеро, судя по упоминанию реки Адда (Adda), возник в сфере влияния Висконти (миланской аристократической династии), с которой был связан и Якопо. Взаимовлияние Джованни и Якопо усматривают также в технике композиции — бестекстовые (инструментальные?) пассажи между вокальными фразами систематически встречаются у обоих композиторов.
Джованни писал только светскую музыку, причём львиную долю составляют мадригалы (все 16 сохранившихся мадригалов двухголосны) на анонимные поэтические тексты. Мадригалы «Fra mille corvi» и «O tu, cara sciença» Джованни, возможно, написал на собственные стихи. Тексты мадригалов «Appress’un fiume chiaro», «Donna già fui leggiadr' ANNAmorata», «O perlaro gentil» и «Più non mi curo» содержат один и тот же сеньяль — ANNA. Кроме мадригалов, сохранились 3 трёхголосные каччи — «Con brachi assai», «Nel bosco sença foglie» и «Per larghi prati» — все на анонимные стихи. Ряд анонимных сочинений из Кодекса Росси (I-Rvat 215) исследователи также идентифицируют как сочинения Джованни.
Одним из первых в музыку итальянского Ars nova Джованни ввёл изысканную мелизматику (в верхнем — солирующем — голосе, обычно в распевах первого и предпоследнего слогов текста). Джованни также знал технику французского гокета, которую изредка применял в своих сочинениях (как в мадригале «Per ridd' andando»).

## Рецепция
Симон де Проденцани в своей книге «Il Saporetto» свидетельствует, что музыка Джованни (упомянуты мадригалы «Agnel son bianco» и «Nel meço a sei paon») всё ещё исполнялась в начале XV века. Контрафактура мадригала «Appress’un fiume chiaro», по свидетельству Анонима V Кусмакера (CS III, 392), получила известность в виде лауды. Виллани описывает мелодии Джованни как «сладостные и искуснейшие» («mirae dulcedinis et artificiosissimae melodiae»). Он также упоминает (одноголосные) «soni multi et ballatae» («многие песни и баллаты») Джованни, которые однако не сохранились. В XX веке полное собрание сочинений Джованни Флорентийского опубликовал Нино Пирротта в серии Corpus mensurabilis musicae VIII/1 (1954).